# Ferrovia Monti-Tempio
La ferrovia Monti–Tempio era una linea ferroviaria locale a scartamento ridotto della Sardegna. Realizzata per consentire il collegamento di Tempio Pausania e dei centri del Limbara con la rete della Compagnia Reale delle Ferrovie Sarde, restò in esercizio dal 1888 al 1958, anno della sua sostituzione con servizi di autolinee.
La breve tratta Luras–Tempio Pausania è ancora in esercizio come parte della linea Sassari–Tempio-Palau, aperta al solo traffico turistico.

## Storia

Incrocio di convogli a Calangianus nel 1923

La Monti-Tempio nacque per iniziativa delle Strade Ferrate Secondarie della Sardegna negli ultimi anni del XIX secolo, per collegare nell'ambito del progetto della rete secondaria sarda la Gallura e il Limbara con la Cagliari-Golfo Aranci delle Ferrovie Reali, in particolare per quanto riguarda il collegamento con i porti galluresi. Tra le ragioni economiche che spinsero le SFSS a costruire la linea vi è soprattutto quella relativa al trasporto del sughero, prodotto in grosse quantità nella zona.
Il tracciato della ferrovia, realizzata a binario unico non elettrificato con scartamento da 950 mm e basata su un progetto dell'ingegner Emilio Olivieri, partiva da Tempio Pausania, per poi raggiungere Nuchis, Luras e Calangianus, e da qui procedere verso sud sino ad affiancare la Dorsale Sarda nello scalo delle Ferrovie Reali di Monti.

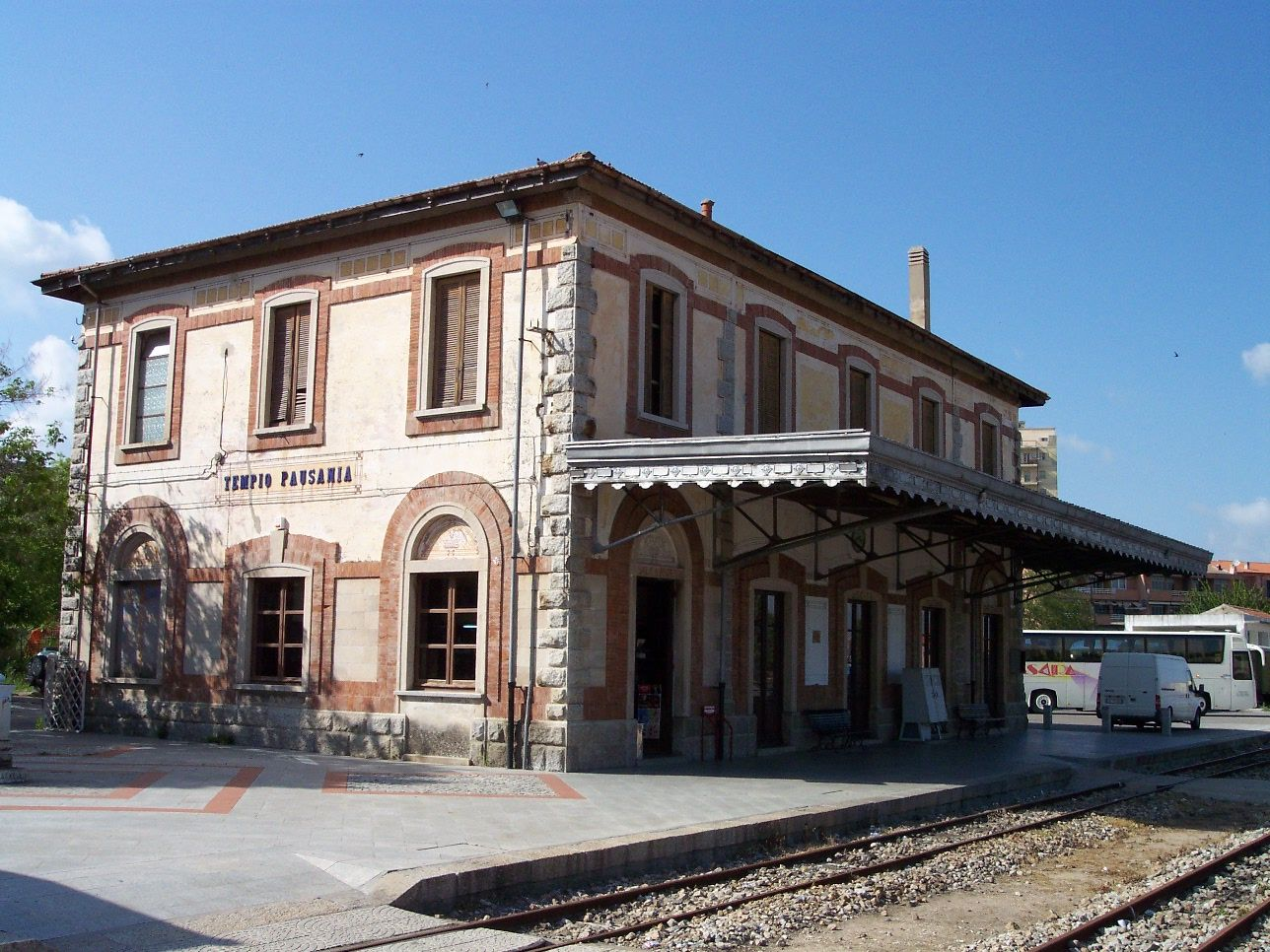
La stazione ex SFS (oggi ARST) di Tempio Pausania, capolinea dal 1935 al 1956 della ferrovia, in seguito al servizio della linea turistica Sassari-Tempio-Palau

I quasi 40 km di ferrovia furono inaugurati il 15 febbraio 1888, e la Monti-Tempio fu la prima linea pubblica a scartamento ridotto ad entrare in servizio nell'isola insieme alla Cagliari-Isili, inaugurata lo stesso giorno. Come nel resto della rete ferroviaria della Sardegna all'epoca i treni venivano spinti dalle locomotive a vapore, ma per la Monti-Tempio questo resterà il solo tipo di trazione ad essere utilizzato nei settant'anni in cui questa ferrovia è stata attiva. Inizialmente la ferrovia avrebbe dovuto servirsi a Monti dello scalo delle Ferrovie Reali (come accaduto anche a Sassari con la linea per Alghero), ma a causa di alcuni problemi burocratici le SFSS costruirono una loro stazione sul lato nord dell'area ferroviaria di Monti. Tuttavia una volta raggiunta un'intesa tra le due società la stazione delle Reali (dal 1920 passata alle FS) divenne lo scalo di riferimento anche della linea per Tempio e quello delle SFSS rimase attivo solo per le finalità di servizio.
Nel 1921 la Monti-Tempio passò insieme all'intera rete SFSS alle Ferrovie Complementari della Sardegna; sempre negli anni venti fu deciso di mettere in atto l'idea di collegare Sassari a Tempio e Palau, sfruttando il tratto di quasi 11 km già esistente da Tempio a Luras della Monti-Tempio.

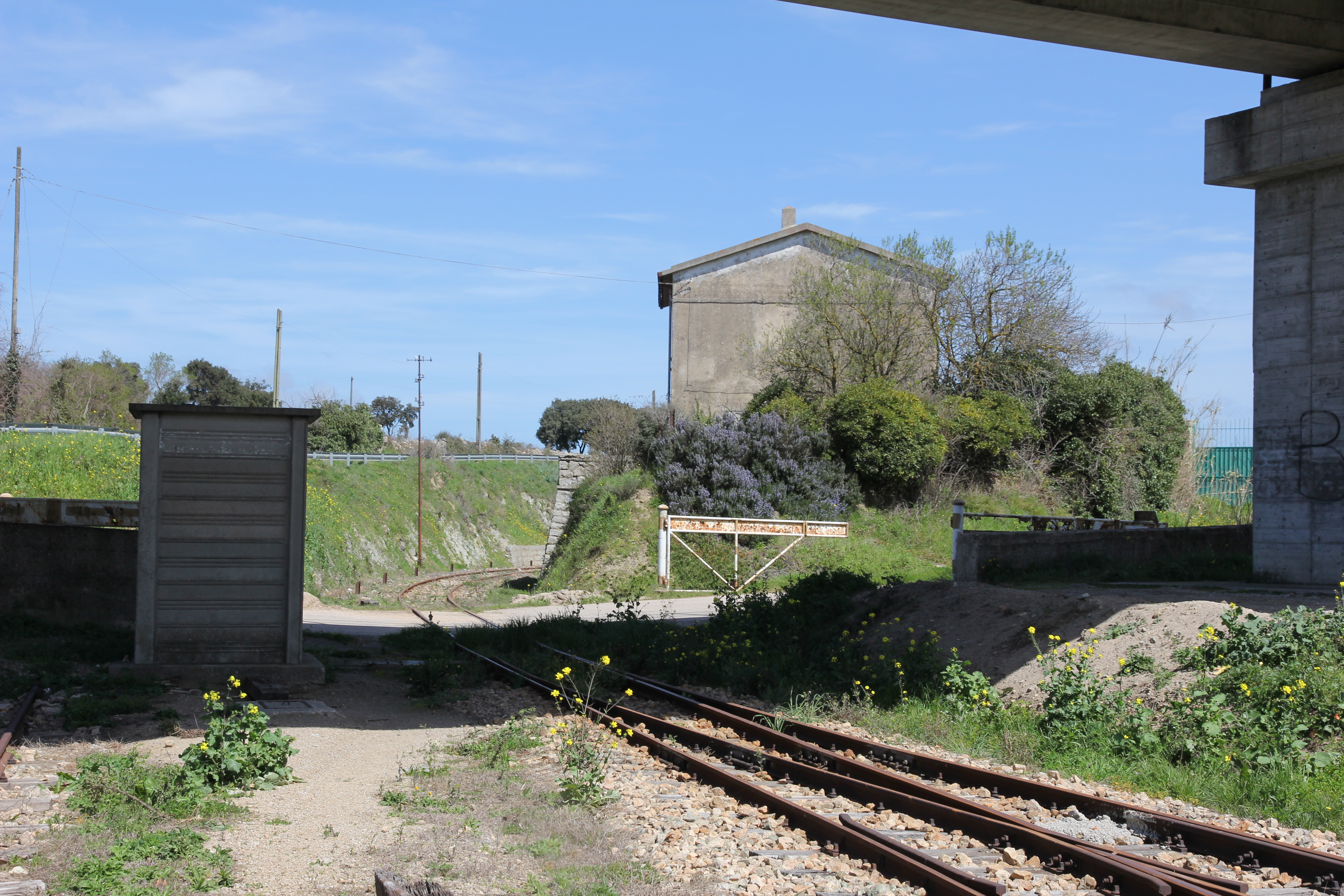
I binari in uscita da Luras verso Palau: alla destra della casa cantoniera si trovava in passato anche il binario per Monti

I tronconi Sassari-Tempio e Luras-Palau vennero inaugurati rispettivamente il 16 novembre 1931 e il 18 gennaio 1932 ad opera di un'altra società, la Società anonima Ferrovie Settentrionali Sarde (FSS), con la quale le FCS gestirono congiuntamente il tratto comune da Tempio a Luras (alle FSS succederanno nel 1933 le Strade Ferrate Sarde e nel 1989 le Ferrovie della Sardegna). Il 1º aprile 1935 venne inoltre chiusa la stazione FCS di Tempio, spostando i treni nel vicino scalo delle Strade Ferrate Sarde che divenne il nuovo capolinea della ferrovia.
Nel 1941 la linea passò con la Sassari-Alghero alla Strade Ferrate Sarde, già azionista di maggioranza delle FCS, nell'ambito di un processo che portò sotto il controllo delle SFS tutte le linee secondarie del nord Sardegna.

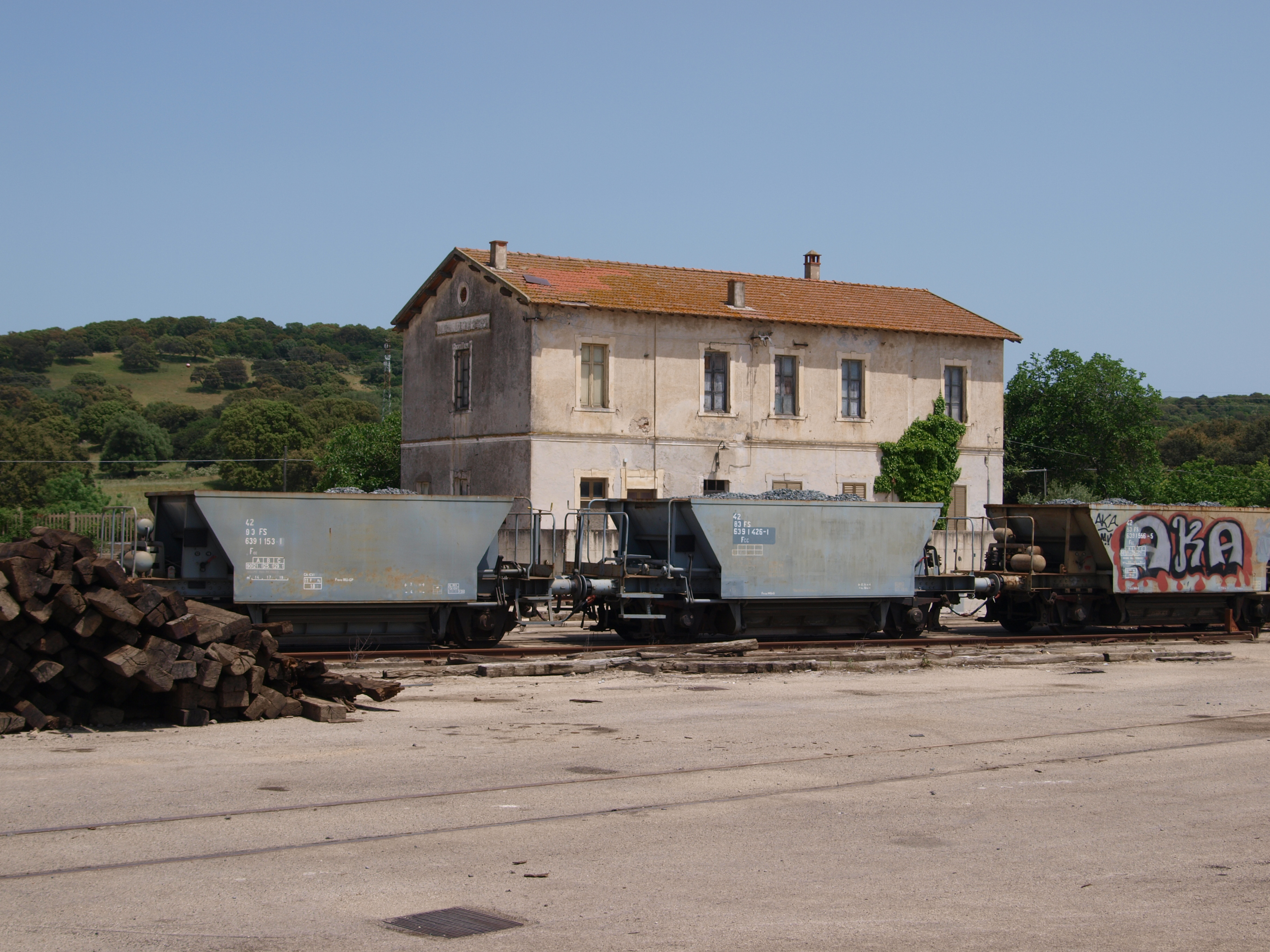
Il fabbricato viaggiatori SFSS di Monti, con alcuni carri in sosta nel limitrofo scalo RFI

Nel dopoguerra si intensificarono le voci di una possibile chiusura della linea, fatto che si concretizzò il 21 luglio 1958, data di cessazione del servizio ferroviario tra Monti e Luras, mentre il tronco da Tempio a Luras restò attivo per la linea verso Sassari e Palau. Vari furono i dubbi (anche del ministro dei trasporti dell'epoca Angelini) e le proteste contro questo provvedimento: le motivazioni del Ministero dei trasporti erano tuttavia legate soprattutto allo scarso traffico ferroviario lungo la linea, che nell'ultimo periodo trasportava in media 30 viaggiatori e 5 tonnellate di merce al giorno.

### Dopo la chiusura
Il tratto tra Luras e Calangianus è stato trasformato nella via Europa Unita di Calangianus. Da questa località la linea ferroviaria è stata completamente recuperata a cura della Comunità Montana numero 3 della Gallura ed è interamente percorribile a piedi o in bicicletta fino a oltre il casello 4 (a qualche centinaio di metri dall'incrocio con la strada provinciale 147).
Oltre il casello 4 la linea è ancora facilmente riconoscibile fino alla stazione di Monti, è inoltre in corso di recupero il sedime dalla cantoniera 2 (anch'essa in restauro), presso il passaggio a livello della SP 147 alla stazione di Monti.
Gli scali di Luras, Nuchis e Tempio sono invece attivi, sebbene accolgano solo i treni turistici del Trenino Verde che transitano sulla Sassari-Tempio-Palau.

## Caratteristiche

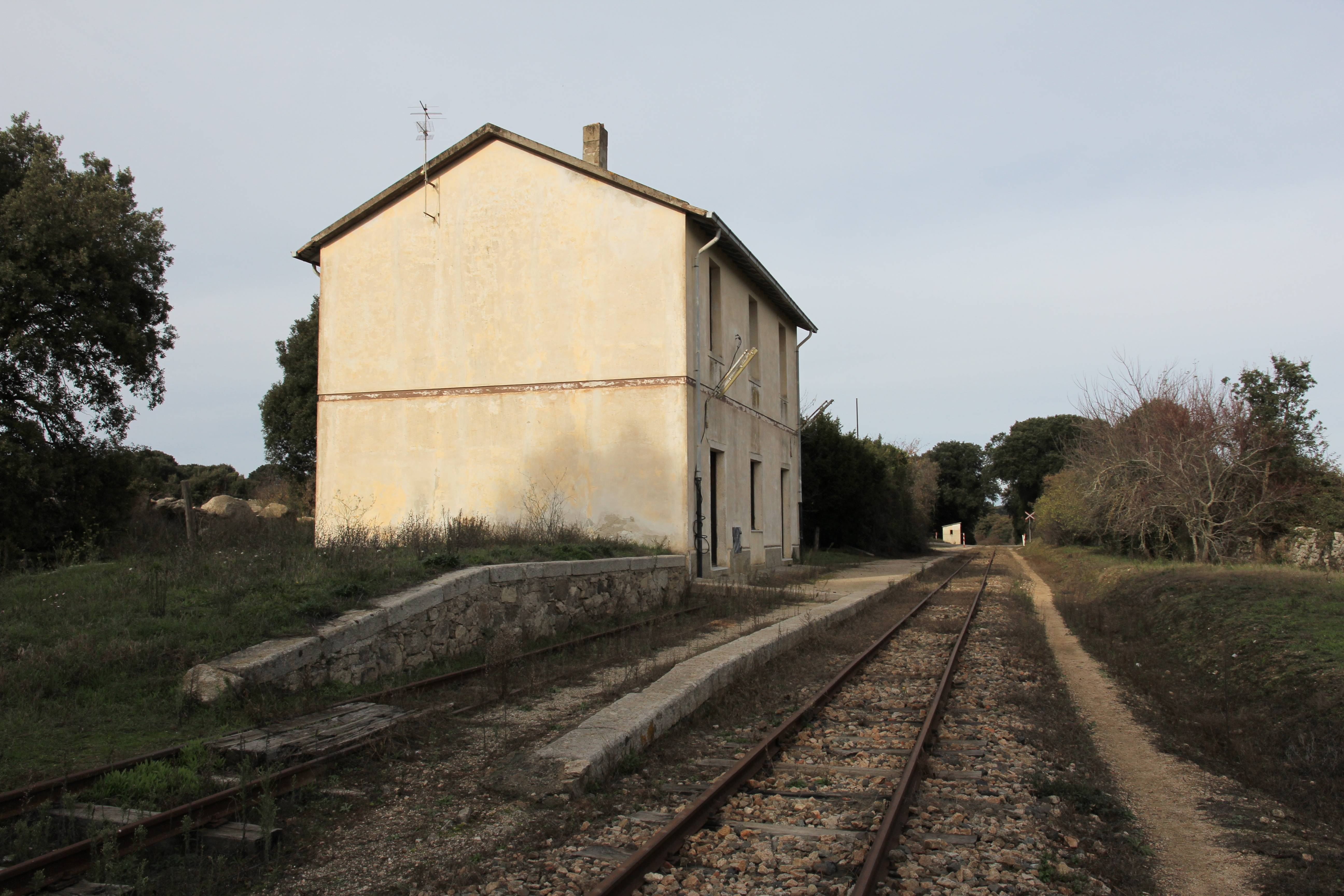
La fermata di Nuchis, uno dei tre scali ancora attivi (seppur solo a scopo turistico) della ferrovia

La Monti-Tempio si estendeva originariamente per complessivi 39,264 km tra la vecchia stazione di Tempio e quella SFSS di Monti, quest'ultima posta dinanzi allo scalo all'epoca omonimo posto lungo la ferrovia Cagliari-Golfo Aranci e nel cui piazzale ebbe successivamente sede il capolinea meridionale della ferrovia. Il tracciato era armato con binari a scartamento da 950 mm, con l'impiego di rotaie Vignoles da 21 kg/m poste su traverse in legno, fatto salvo il tratto ancora esistente tra Tempio e Luras in cui vennero successivamente installate rotaie da 27 kg/m: ciò avvenne essendo tale tronco ferroviario condiviso con la Sassari-Tempio-Palau, che adottava tali specifiche di armamento.
Dal punto di vista del percorso esso si sviluppava per il 48,2% in rettilineo, con la presenza di curve di raggio minimo di 80 m e in oltre metà dei casi con raggio di 100 m; lo sviluppo altimetrico invece si caratterizzava per un andamento che nel 49% del tracciato presentava pendenze superiori al 20‰ con punte massime del 25‰, mentre solo il 9,9% del percorso era pianeggiante. Il culmine della linea era posto tra gli impianti di Rifornitore e Calangianus a quota 605 m s.l.m., mentre nella stazione di Monti era posta la quota minore di poco inferiore ai 300 m s.l.m..
Per quanto concerne il movimento lungo il percorso oltre ai capolinea gli incroci erano possibili nelle stazioni di Calangianus e Luras.

### Percorso
|  | Continuation backward |

|  | Station on track | Unknown route-map component "exKBHFa" |  |  |

| Unknown route-map component "CONTgq" | Unknown route-map component "ABZrxl" | Unknown route-map component "exABZg+r" |  |  |

| Unknown route-map component "exHST" |

| Unknown route-map component "exHST" |

| Unknown route-map component "exHST" |

| Unknown route-map component "exBHF" |

|  | Unknown route-map component "CONTgq" | Unknown route-map component "xABZg+r" |  |  |

| Station on track |

| Stop on track |

| Unknown route-map component "eHST" |

|  | Unknown route-map component "STR+l" | Unknown route-map component "xABZgr" |  |  |

|  | Station on track | Unknown route-map component "exSTR" |  |  |

|  | Straight track | Unknown route-map component "exKBHFe" |  |  |

|  | Continuation forward |

La linea aveva origine dall'area ferroviaria di Monti, in cui i treni per gran parte della storia della linea partivano dal fascio binari a scartamento ridotto della stazione delle Ferrovie Reali (in seguito delle Ferrovie dello Stato), con cui le SFSS avevano stipulato un accordo per l'utilizzo congiunto di tale struttura. Per un breve periodo invece i treni partirono dalla limitrofa stazione SFSS, utilizzata poi per la gestione dell'attività ferroviaria vertente la linea e per il rimessaggio dei rotabili. Dalla stazione di Monti, posta nel punto più basso dell'intera linea, il percorso si dirigeva con una serie di curve verso nord salendo costantemente di quota, raggiungendo dopo pochi chilometri le fermate di Telti (nata come cantoniera) e di Piras.

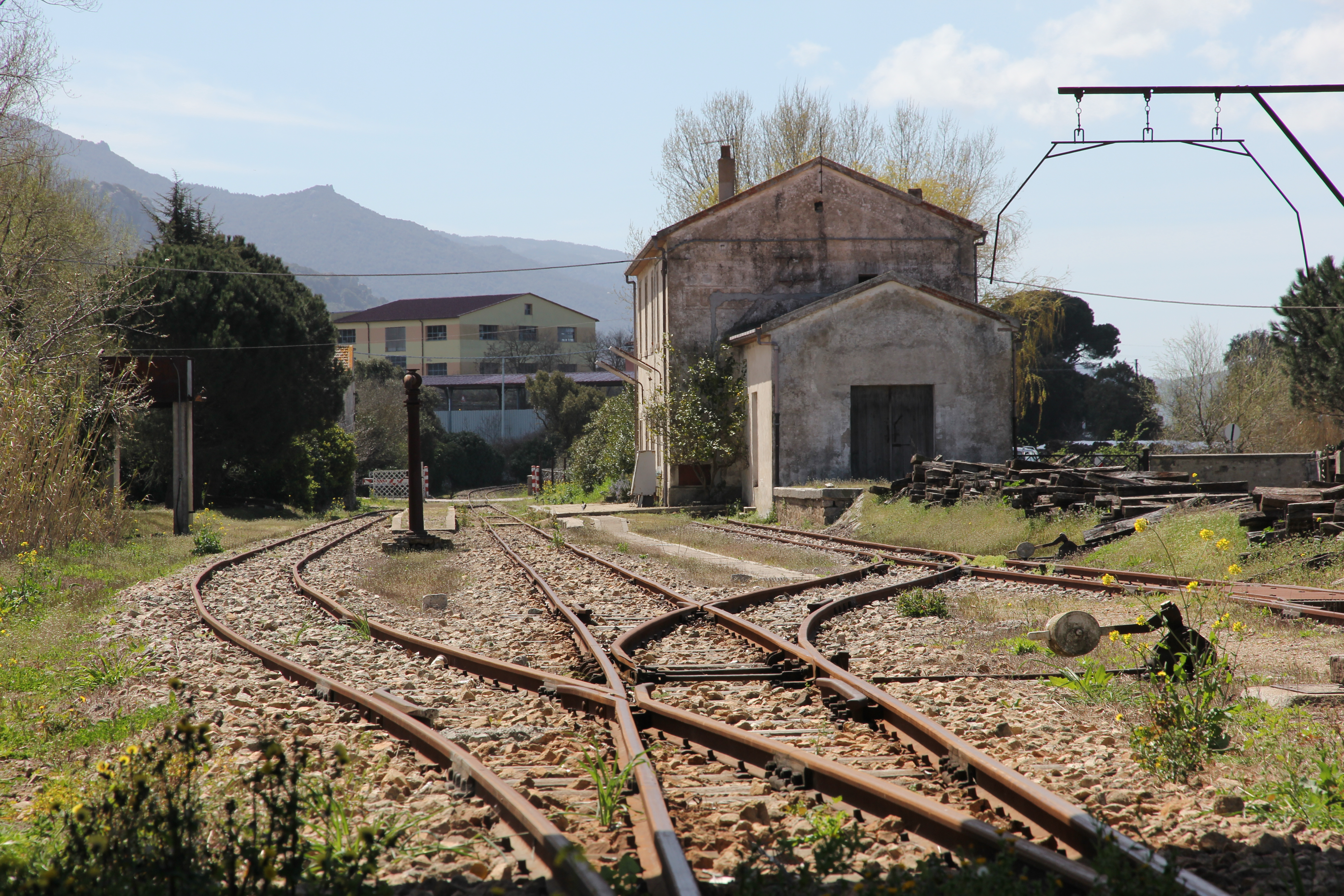
La stazione di Luras, scalo di diramazione con la linea per Palau

Il tracciato, continuando sempre la sua ascesa altimetrica, attraversava un'area posta a ridosso delle pendici del monte Limbara, raggiungendo la fermata Rifornitore, altra cantoniera su cui fu istituito servizio viaggiatori e merci, così denominata per la presenza di un rifornitore idrico. Tale struttura precedeva un tratto immerso tra i boschi che portava al punto più alto della linea, da cui poi si scendeva progressivamente di quota verso la stazione di Calangianus, attrezzata per gli incroci dei treni così come il successivo scalo di Luras, dal 1932 stazione di diramazione con la linea per Palau.

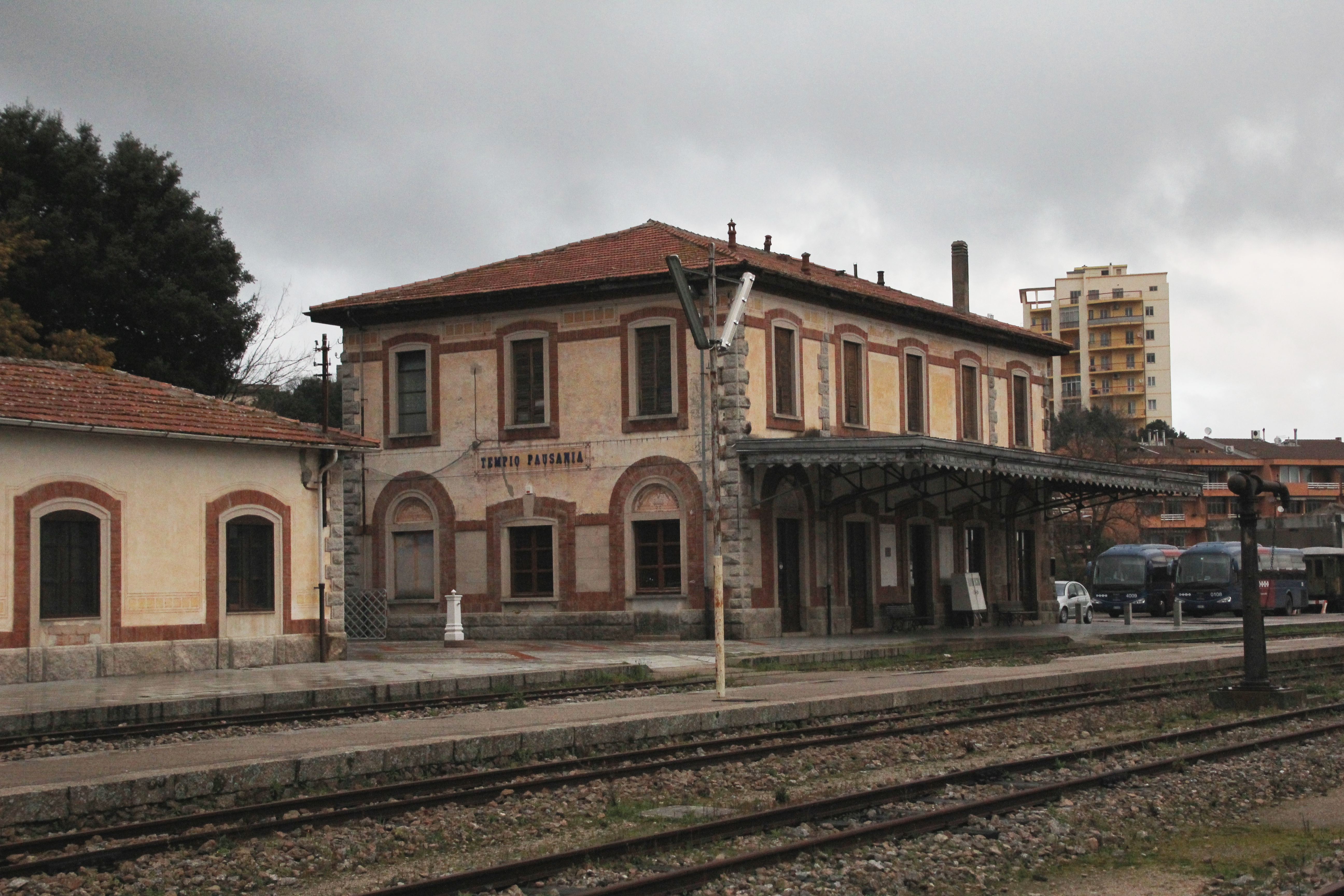
Interno della stazione di Tempio

Da questo impianto aveva origine il tratto condiviso con la ferrovia Sassari-Tempio-Palau, che proprio per questo fatto è rimasto attivo dopo la dismissione della Monti-Tempio (seppur dal 1997 sia in uso solo a fini turistici): da qui la ferrovia procede risalendo man mano verso ovest, raggiungendo la fermata di Nuchis per poi arrivare a Tempio Pausania: qui sino al 1935 i treni in servizio sulla ferrovia terminavano la loro corsa nella locale stazione SFSS (in seguito FCS), mentre da quell'anno sino alla chiusura della linea il capolinea fu la stazione delle SFS (poi FdS e ARST).